# Humla (huyện)
Humla (tiếng Nepal:हुम्ला) là một huyện thuộc khu Karnali, vùng Trung Tây Nepal, Nepal. Huyện này có diện tích 5655 km², dân số thời điểm năm 2001 là 40595 người.

## Dân số
Biến động dân số giai đoạn 1952-2001:
| Năm    | 1971  | 1981  | 1991  | 2001  |
| ------ | ----- | ----- | ----- | ----- |
| Dân số | 29524 | 20303 | 34383 | 40595 |